# Пеперуда (обичай)
Вижте пояснителната страница за други значения на Пеперуда.
Пеперу̀да или додо̀ла (още пеперу̀га, прѐперуга, пеперу̀гя, перперу̀на, перуница, дуду̀ла, дудулейка, дудулица, дидиля, вай-ду̀доле, вай-гугу̀, ой-люлѐ, ро̀соманка) е традиционен обичай за призоваване на дъжд, разпространен на Балканския полуостров и типичен за българи, сърби и хървати, но също разпространен и сред румънци, гърци, албанци, балканските цигани и гагаузи. Обикновено се провежда в периоди на продължително засушаване през лятото, най-често през юли.

## Същност
Повечето изследователи свързват обичая с култа към почитания от славяните бог на гръмотевиците и светкавиците Перун, към неговата жена (може би богинята Мокош) или към негово женско въплъщение.
На български език името на празника е и име на разред насекоми: пеперуда. Дублетното название „додола“ се сравнява с литовската дума за гръмотевица dundulis и с латвийския израз dudina perkuonins („погръмва гръмотевица").
Той представлява обреден ритуал за призоваване на дъжд, провеждан през пролетта и лятото, на определени дати или в период на засушаване. В Северна България често след него е изпълняван друг ритуал Герман. Има множество регионални вариации. Обикновено главният участник е дете, но в някои случаи – млада жена или ролите са 2 и се изпълняват от младеж и девойка.

## Ритуал
В типичния за ритуала в България вариант главна роля в него играе момиче, наричано за случая пеперуда, което трябва да е в предфертилна възраст и да е последно дете. Ако майката на детето след това роди пак, това се счита за лошо предзнаменование, поради което често се избира момиче с починал баща или възрастна майка. Момичето се съблича по риза, косата му се разплита и се покрива със зеленина, обикновено бъз, но на някои места също бучиниш и росен, цветя, върбова кора. От същата зеленина се изработва венец за главата му, а по един стрък от нея то носи в двете си ръце.
Облечената по този начин пеперуда обикаля селото, придружавано от група момичета, като стопаните на всяка къща го поливат с вода и вино. Пеперудата играе специфичен танц, при който се върти на място, пръскайки всички наоколо с водата, докато десетина от нейните придружителки (разделени на две редуващи се групи) ѝ съпровождат със специални ритуални песни. Няколко други момичета от групата носят със себе си торби или други съдове, в които събират различни храни, които получават от домакините – брашно, масло, сирене. За пеперудата има отделен подарък – забрадка, пари или накити.
Пеперугарските песни са специфични ритуални песни, които се изпълняват само при този обред. Текстът им е разнообразен, но основен сюжет е полетът на пеперудата до Бог, за да измоли дъжда за хората, а задължителна повтаряща се фраза е „Дай, Боже, дъжд“:
Летела е пеперуда,

дай, Боже, дъжд, (2)

от ораче на копаче,

да се роди жито, просо,

жито, просо и пшеница,

да се ранят сирачета,

сирачета, сиромаси.

## Отразявания
Първото писмено споменаване на обичая в етнографската литература е от Спиридон Габровски в „История во кратце о болгарском народе словенском", където е описан като почитане на образ, наречен Перун или Пеперуд, погрешно счетен за исторически български владетел (крал):
„И сего Перуна болгары почитаютъ: ко время бездождія, собираются юноши и дѣвицы и избираютъ единаго, или от дѣвиц или юношах, о облачают его въ мрежу, аки въ багряницу, и сплетутъ ему вѣнецъ от бурянов образ краля Перуна, и ходят по домахъ, играюще и спѣвающе часто поминающе бѣса того, и поливающе водами и Перуна того, и сами себѣ; людіе же безумніи даютъ имъ милостыню тую, купуют ястіе и питіе и дѣлают трапезу, ядят и піят во славу Пеперуда того и дѣлающе тако кланяющіяся ідолом..."
В 1894 година Густав Вайганд, посетил Скопие, пише в „Аромъне“: „На завръщание видѣхъ двѣ циганки (пеперуди), окичени съ листи и цвѣтя, които ходаха отъ кѫща въ кѫща, играеха и пѣеха пѣсни и се моляха за дъждъ. Хората ги поливатъ съ вода и тѣ си излизатъ. Една стара циганка събираше подаръцитѣ. Сѫщия обичай го има и въ Романия подъ името Папарудѫ, при южнитѣ славяне и албанцитѣ този обичай наричатъ Додола, при гърцитѣ и аромѫнетѣ — Пирпируна“.